# Don't Bother
Don't Bother är den första singeln från den colombianska sångerskan Shakiras skiva Oral Fixation Vol. 2. Den släpptes i september 2005, och sången handlar om en kvinna som blivit lämnad av sin man för en annan kvinna som är bättre på alla sätt och vis. 
Låten hade någorlunda framgång i Europa, speciellt i Österrike, Tyskland och Italien, där den stannade på topp 10 på listorna i några veckor. Men den floppade totalt i USA, eftersom radiostationer spelade Shakiras tidigare hitsingel "La Tortura" istället för Don't Bother.
Shakira spelade låten live på sin turné, "Oral Fixation Tour" och har även spelat live på många andra ställen, till exempel Nordic Music Awards 2005.